# Docomomo
docomomo (Eigenschreibweise) ist eine internationale Vereinigung. Der Name steht für International Working Party for Documentation and Conservation of Buildings, Sites and Neighbourhoods of the Modern Movement. Übersetzt bedeutet dies Internationale Vereinigung für die Dokumentation und den Erhalt von Bauwerken und städtebaulichen Ensembles im Stil der Moderne. Ziel ist die Förderung von Dokumentation und wissenschaftlicher Erforschung sowie die Information der Öffentlichkeit über die kulturelle Bedeutung der Architektur der Moderne.

## Geschichte
Die Organisation wurde 1988 in Eindhoven durch die niederländischen Architekten Hubert-Jan Henket und Wessel de Jonge gegründet. Seit 1990 finden alle zwei Jahre Konferenzen statt. In einigen Staaten gibt es inzwischen nationale Sektionen („national working parties“). 2000 wurde docmomo Japan als Mitglied anerkannt. Die deutsche Sektion docomomo.de ist seit 2006 ein eigenständiger Verein in Dessau-Roßlau. Die österreichische Arbeitsgruppe docomomo.at konstituierte sich 2000 und wurde 2001 offiziell anerkannt.